# Koh e Hindaki
Der Koh-e Hindkai (persisch کوه هندکى) ist ein 2212 m hoher Berg im Distrikt Bagrami der Provinz Kabul. Namensvarianten sind Koh-e Hindaki, Hindki, in manchen Quellen u. a. der Encyclopædia Iranica auch Indaki bzw. Indki. Für die hinduistische Bevölkerung Kabuls hat der Koh-e Hindkai eine religiöse Bedeutung.
Ein weiterer Berg dieses Namens liegt knapp 10 km südlich des Kabuler Stadtzentrums. Aber wegen des  Tschehel-Sotun-Palastes (persisch چهل ستون, Vierzigsäulenpalast‘) aus dem 19. Jahrhundert wird dieser Berg Koh e Chehel Sotun bezeichnet.